# Víctor Avendaño
Víctor Ángel Pedro Avendaño (Buenos Aires, 5 giugno 1907 – Buenos Aires, 1º luglio 1984) è stato un pugile argentino. Ha rappresentato la Argentina ai Giochi olimpici estivi di Amsterdam 1928, vincendo la medaglia d'oro nel torneo dei pesi mediomassimi, battendo in finale il tedesco Ernst Pistulla.

## Palmarès
- Giochi olimpici

Amsterdam 1928: oro nei pesi mediomassimi